# Iron Man 3
Iron Man 3 (ve filmu stylizováno jako Iron Man Three) je americký akční film z roku 2013, který natočil režisér Shane Black podle komiksů o Iron Manovi. V hlavní roli Tonyho Starka, miliardáře, který ve svém obrněném obleku musí čelit teroristické hrozbě, se opět představil Robert Downey Jr., jenž si zahrál i v předchozích snímcích Iron Man (2008) a Iron Man 2 (2010). Jedná se o sedmý celovečerní snímek z filmové série Marvel Cinematic Universe.

## Příběh
Na silvestrovském večírku v roce 1999 se Tony Stark potkal s vědkyní Mayou Hansenovou, vynálezkyní Extremis – experimentální regenerativní léčby zamýšlené pro zotavení z devastujících poranění. Postižený vědec Aldrich Killian je pozve do své společnosti Advanced Idea Mechanics, ale Stark ho s ponížením odmítne.
O řadu let později, půl roku po bitvě o New York, je Stark sužován záchvaty paniky, které jsou vyvolávány jeho zážitky z mimozemské invaze. Roztěkaný stihl od té doby vyrobit několik tuctů obleků Iron Mana, což vyvolává napětí mezi ním a jeho přítelkyní Pepper Pottsovou. Mezitím také proběhla série bombových útoků, ke kterým se přihlásil terorista zvaný Mandarin a které pro svůj nedostatek forenzních důkazů vystrašily zpravodajské služby. Starkův šéf bezpečnosti Happy Hogan je při jednom z Mandarinových útoků těžce zraněn, na což Tony zareaguje televizní výhrůžkou teroristovi, jehož následnou odpovědí je zničení Starkovy rezidence pomocí vrtulníků se střelami. Hansenová, která přišla Starka varovat, útok i s Pottsovou přežije. Tony dokáže v obleku Iron Mana nepozorovaně uniknout do zemědělské oblasti Tennessee. Cíl zvolil J.A.R.V.I.S., umělá inteligence a Tonyho pomocník, na základě výsledků vyšetřování Mandarinových útoků. Experimentální oblek však již nedisponuje dostatkem energie k návratu do Kalifornie a protože vynálezce zdánlivě zmizel v troskách svého domu, všichni si myslí, že zahynul.
V Tennessee se spolčí chytrým desetiletým Harleym a začne prozkoumávat pozůstatky místní exploze, která nese znaky Mandarinových výbuchů. Zjistí, že žádný „bombový útok“ ve skutečnosti neproběhl. Do těla válečných veteránů byla vpravena nedokonalá látka Extremis, kterou jejich tělo odmítlo. Poté, co vojáci začali explodovat, byly tyto události falešně připisovány teroristickým plánům, které měly zakrýt nedostatky ve vývoji Extremis. Stark se stane přímo svědkem účinků této látky, neboť na něj zaútočí Mandarinovi agenti Brandtová a Savin. S Harleyho pomocí dokáže vystopovat Mandarina do Miami, kde se mu podaří dostat do hlavního stanu „teroristy“. Tím je ve skutečnosti anglický herec Trevor Slattery, jenž tvrdí, že se nestará o činy, které jsou prováděny jeho jménem. Herce ve skutečnosti ovládá a využívá ho pro své krytí Aldrich Killian, jenž si pro vyléčení svého postižení přivlastnil výzkum Hansenové a následně program rozšířil o zraněné válečné veterány. Unesl také Pottsovou a po zajetí Starka jí aplikuje Extremis, protože doufá, že mu Tony, aby Pepper zachránil, pomůže ve vývoji a odstranění chyb látky. Hansenová mu chce odporovat, Killian ji však chladnokrevně zabije.
Killian podstrčí americkým zpravodajským službám falešné informace o Mandarinově místě pobytu a nastraží past na plukovníka Jamese Rhodese, bývalého War Machinea a nyní upraveného Iron Patriota, čímž získá jeho oblek. Stark z vily v Miami unikne, spojí se s Rhodesem a zjistí, že Aldrich chce zaútočit na prezidenta Ellise na palubě Air Force One. Tony zachrání část cestujících a posádky, ale už nedokáže zabránit Killianovi ve zničení letadla a v unesení Ellise. Vystopují je v opuštěném a prázdném ropném tankeru, kde má Killian v plánu prezidenta v přímém přenosu zabít. Viceprezident Rodriguez by se tak stal jen vládnoucí loutkou řídící se Killianovými příkazy, protože získal Extremis pro vyléčení postižení své dcery. V docích se Stark vydá zachránit Pepper a Rhodes zamíří na pomoc prezidentovi. Tony přivolá své obleky Iron Mana, dálkově ovládané J.A.R.V.I.S.em, aby mu poskytly vzdušnou podporu. Prezident Ellis se dostane do bezpečí a Stark zjistí, že Pottsová přežila aplikaci Extremis.
Ještě před tím, než ji dokáže zachránit, se plošina i s Pepper zřítí. Tony se střetne s Killianem, uvězní ho v obleku Iron Mana, jenž provede autodestrukci, avšak Aldrich nezemře. Zakročí Pottsová, která přežila pád díky účinkům Extremis, a zabije ho. Po bitvě Stark nařídí J.A.R.V.I.S.ovi, aby dálkově zničil všechny obleky Iron Mana, což má být známka jeho oddanosti k Pottsové. Viceprezident a Slattery jsou zadrženi a posláni do vězení. Účinky Extremis v těle Pepper jsou díky Tonymu stabilizovány a Stark podstoupí operaci, při níž jsou z jeho těla odstraněny střepiny poblíž srdce. Svůj již nepotřebný hrudní obloukový reaktor hodí do moře a přemítá, že vždycky bude Iron Manem.
Tony leží a vypráví svůj příběh doktoru Bruci Bannerovi, který však při jeho líčení usnul.

## Obsazení
- Robert Downey Jr. (český dabing: Radovan Vaculík) jako Tony Stark / Iron Man
- Gwyneth Paltrowová (český dabing: Simona Vrbická) jako Virginia „Pepper“ Pottsová
- Don Cheadle (český dabing: Bohdan Tůma) jako plukovník James „Rhodey“ Rhodes / Iron Patriot
- Guy Pearce (český dabing: Ladislav Cigánek) jako Aldrich Killian
- Rebecca Hallová (český dabing: Irena Máchová) jako Maya Hansenová
- Stephanie Szostaková (český dabing: Petra Hanžlíková) jako Brandtová
- James Badge Dale (český dabing: Ludvík Král) jako Savin
- William Sadler (český dabing: Luděk Čtvrtlík) jako prezident Ellis
- Miguel Ferrer (český dabing: Marcel Vašinka) jako viceprezident Rodriguez
- Jon Favreau (český dabing: Tomáš Racek) jako Happy Hogan
- Ben Kingsley (český dabing: Miroslav Táborský) jako Trevor Slattery / Mandarin
- Dale Dickeyová (český dabing: Petra Jindrová) jako paní Davisová
- Ty Simpkins (český dabing: Martin Sucharda) jako Harley Keener

V dalších rolích se představili také Paul Bettany (hlas J.A.R.V.I.S.e) a Adam Pally (kameraman Gary). V cameo rolích se ve filmu objevili i Shaun Toub (Jinsen), Stan Lee (porotce v soutěži krásy) a Mark Ruffalo (Bruce Banner).

## Produkce
Díky komerčnímu úspěchu filmu Iron Man 2 bylo ještě v roce 2010 rozhodnuto natočit třetí snímek o této postavě. Jon Favreau, který zfilmoval první dva díly, se už nechtěl režisérsky podílet na připravovaném snímku (zůstal mu však post výkonného producenta a také role Happyho). Novým režisérem se na jaře 2011 stal Shane Black, který měl ve spolupráci s Drewem Pearcem také napsat scénář na námět dějové linie šestidílného komiksového příběhu Iron Man: Extremis, který napsal Warren Ellis. V dubnu 2012 byli do rolí hlavních protivníků obsazeni Ben Kingsley a Guy Pearce, které následovali další herci.
Natáčení snímku s rozpočtem 200 milionů dolarů probíhalo od května do listopadu 2012. V prosinci filmoval vedlejší štáb v Číně, v lednu 2013 také v Indii a zároveň proběhly v USA některé dotáčky.

## Vydání
Světová premiéra filmu Iron Man 3 proběhla v Paříži 14. dubna 2013. Do kin byl uváděn od 24. dubna téhož roku, přičemž v ČR se v kinodistribuci objevil 2. května a v USA (ve 4253 kinech) 3. května 2013.

## Přijetí

### Tržby
V Severní Americe utržil snímek 409 013 994 dolarů, v ostatních zemích dalších 805 797 258 dolarů. Celosvětové tržby tak dosáhly 1 214 811 252 dolarů. Stal se tak druhým nejvýdělečnějším filmem roku 2013, ve své době devátým nejvýdělečnějším filmem historie a třetí nejvýdělečnější filmovou adaptací komiksu.
V České republice byl film uveden do 54 kin distribuční společností Falcon. Za první promítací víkend snímek zhlédlo 82 747 diváků, kteří v pokladnách kin nechali kolem 13 milionů korun. Celkově v ČR film utržil okolo 37,8 milionů korun s celkovou návštěvností 260 628 diváků.

### Filmová kritika
Server Kinobox.cz na základě vyhodnocení 27 recenzí z českých internetových stránek ohodnotil film Iron Man 3 80 %. Server Rotten Tomatoes udělil snímku známku 7,0/10 a to na základě 292 recenzí (z toho 231 jich bylo spokojených, tj. 79 %). Od serveru Metacritic získal film, podle 44 recenzí, celkem 62 ze 100 bodů.

### Ocenění
Snímek byl nominován na Oscara v kategorii Nejlepších vizuální efekty. Získal tři žánrové ceny Saturn (včetně kategorie Nejlepší komiksový film) a na další dvě byl nominován.

### Navazující filmy
Robert Downey Jr. se jako Tony Stark, resp. Iron Man, objevil i v některých dalších filmech série Marvel Cinematic Universe. Další samostatný film o této postavě ovšem není plánován.